# Emil Blenck
Emil Blenck, född 22 december 1832 i Magdeburg, död 6 oktober 1911 i Berlin, var en tysk statistiker.
Blenck tjänstgjorde 1864-67 och från 1869 i Preussens statistiska byrå samt blev 1882, efter Ernst Engel, dess chef. År 1902 blev han president i Statistisches Landesamt. Han utgav en mängd arbeten, bland annat den preussiska statistiska byråns alla publikationer sedan 1882. Beaktansvärd är den 1885 utgivna "Das königlich preußische Statistische Bureau beim Eintritt in sein neuntes Jahrzehnt" med fortsättning 1897: "Das königlich Statistische Bureau während der Jahre 1885-1896".